# Михновцы (Лубенский район)
Михновцы (укр. Михнівці) — село,
Михновский сельский совет,
Лубенский район,
Полтавская область,
Украина.
Код КОАТУУ — 5322884901. Население по переписи 2001 года составляло 889 человек.
Является административным центром Михновского сельского совета, в который, кроме того, входят сёла
Вязовок,
Александровка,
Пятигорцы и
Терны.

## Географическое положение
Село Михновцы находится на правом берегу реки Слепород,
выше по течению на расстоянии в 0,5 км расположено село Пятигорцы,
ниже по течению примыкает село Александровка.

## История
- XVII век — дата основания.

## Экономика
- Кирпичный завод.
- «Свиточ», сельскохозяйственное ООО.
- ЗАО «Михновский млын».
- ООО «Юнигрейн-Агро».

## Объекты социальной сферы
- Детский сад.
- Школа.
- Дом культуры.